# Greckokatolicki dekanat dynowski
Greckokatolicki dekanat dynowski – dekanat należący do eparchii przemyskiej, utworzony w 1924, w 1934 podporządkowany Apostolskiej Administracji Łemkowszczyzny, formalnie funkcjonował do czasu likwidacji eparchii w połowie 1946.
Dziekanem dekanatu dynowskiego przez cały czas funkcjonowania dekanatu był Iwan Żarskyj.

## Obszar
Historyczny greckokatolicki dekanat dynowski obejmował parafie: Bachórz, Hłudno, Dobra Szlachecka, Izdebki, Jabłonica Ruska, Końskie, Łubno, Pawłokoma, Siedliska i Ulucz, wszystkie parafie odłączone z dekanatu birczańskiego.